# Juan Carlos Socorro
Juan Carlos Socorro (Caracas, 13 de maio de 1972) é um ex-futebolista venezuelano que atuava como atacante.

## Carreira
Juan Carlos Socorro integrou a Seleção Venezuelana de Futebol na Copa América de 1997.